# Saint-Laurent-de-Céris
Pour les articles homonymes, voir Saint-Laurent et Ceris.
Saint-Laurent-de-Céris (Sent Laurenç en marchois, dialecte occitan) est une commune du Sud-Ouest de la France, située dans le département de la Charente (région Nouvelle-Aquitaine).
Ses habitants sont les Saint-Laurentais et les Saint-Laurentaises.

## Géographie

### Localisation et accès
Saint-Laurent-de-Céris est une commune du Nord-Est de la Charente, située à 5 km au nord de Saint-Claud et 41 km au nord-est d'Angoulême. Elle est la plus septentrionale du canton de Saint-Claud.
Le bourg de Saint-Laurent, construit au-dessus du vallon de la Sonnette, est aussi à 8 km au sud-est de Champagne-Mouton, 9 km au nord-ouest de Roumazières-Loubert et 17 km au sud-ouest de Confolens.
La D 951, route de Chasseneuil à Bellac et maillon de la route Centre-Europe Atlantique Angoulême-Montluçon par Confolens, traverse le sud-est de la commune et passe à 3,5 km du bourg. La D 15, départementale secondaire de Confolens à Cognac par Saint-Angeau, traverse la commune et le bourg d'est en ouest.

### Hameaux et lieux-dits
De nombreux hameaux sont disséminés, principalement dans la partie sud de la commune. Parmi les principaux, on trouve : le Mas Rodier, au-dessus de la Sonnette ; le Mas Broussard, près du bourg, sur la route du Grand-Madieu ; la Mardelie, Vilaine et Chez-Rioux, dans le sud-ouest de la commune ; la Prévôtie et le Temple, près de la route d'Ambernac ; Lascoux, Anglade, la Jarnaud, dans l'extrême nord ; Loubignac, près de la route de Confolens ; le Coudert ; la Jaude, sur la route de Saint-Claud ; Peupry ; les Fregnaudies, près de la source de la Sonnette, etc. Le territoire contient aussi de nombreuses fermes et lieux-dits.

### Communes limitrophes
| Le Vieux-Cérier | Saint-Coutant          | Ambernac                 |
| Le Grand-Madieu | Saint-Laurent-de-Céris |                          |
|                 | Saint-Claud            | Terres-de-Haute-Charente |

### Géologie et relief
Géologiquement, la commune est dans le calcaire du Jurassique du Bassin aquitain, comme toute la moitié nord du département de la Charente. Plus particulièrement, le Bajocien (Dogger) occupe une partie centrale de la commune et est visible à l'ouest de la commune. On trouve aussi le Jurassique inférieur (ou Lias) à l'extrémité sud-ouest. D'importants épandages d'altérites et dépôts du Tertiaire en provenance du Massif central sous forme d'argile à silex et d'argile marbrée couvrent le plateau sur le restant du territoire communal,,.
Tout le nord de la commune occupe un vaste plateau boisé d'une altitude moyenne de 190 m, compris entre la vallée de la Charente à l'est, et celle de l'Argent, au nord-ouest. La vallée de la Sonnette et ses petits affluents creusent ce plateau.
Le point culminant de la commune est à une altitude de 208 m, situé non loin de la limite sud près de la Chaume. Le point le plus bas est à 128 m, situé le long de la Sonnette sur la limite ouest. Le bourg, sur le flanc nord de la vallée de la Sonnette, est à 155 m d'altitude.

### Hydrographie

#### Réseau hydrographique

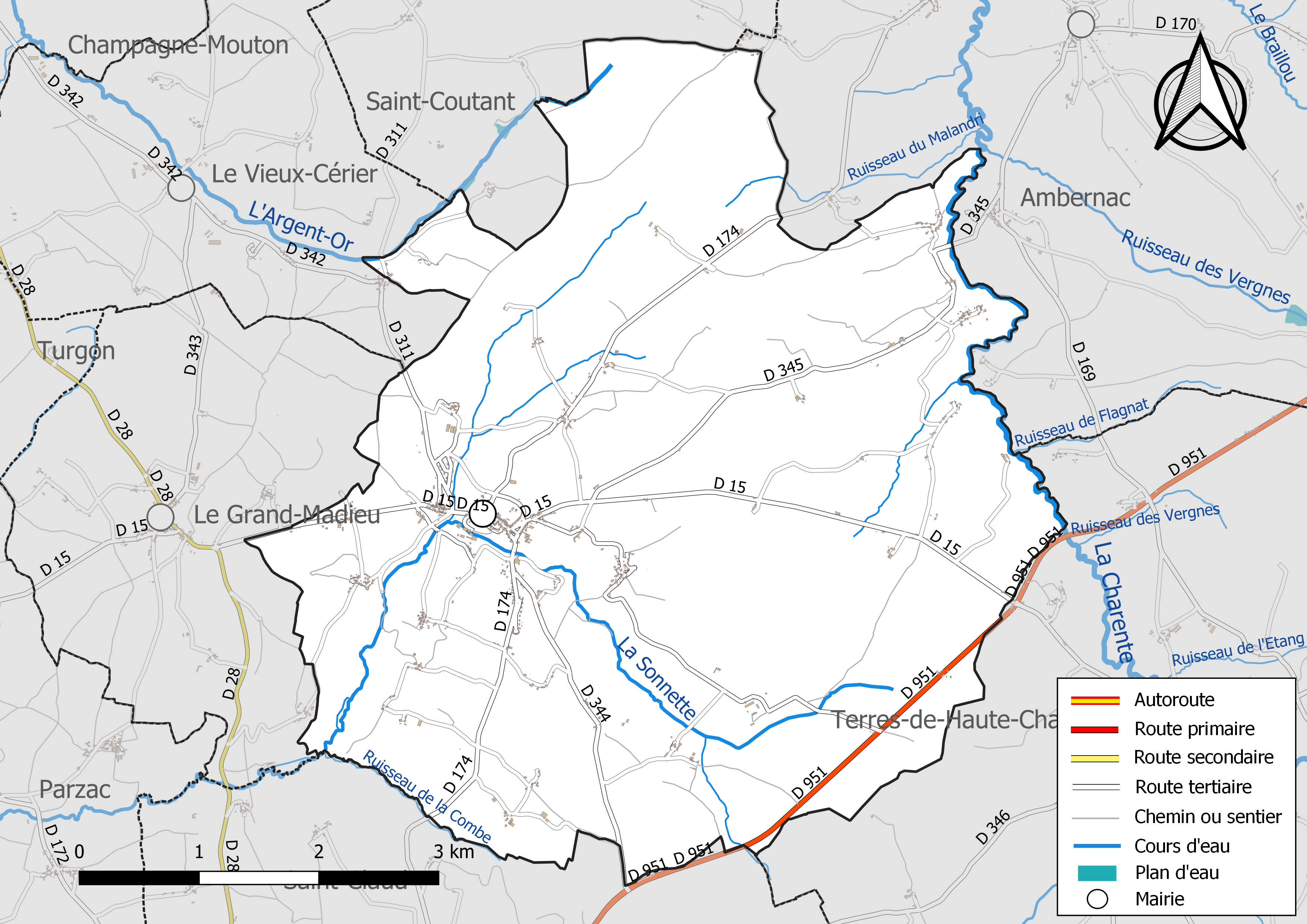
Réseaux hydrographique et routier de Saint-Laurent-de-Céris.

La commune est située dans le bassin versant de la Charente au sein du Bassin Adour-Garonne. Elle est drainée par la Charente, l'Argent-Or, la Sonnette, le ruisseau de Flagnat, le ruisseau de la Combe, le ruisseau du Maslandrie et par divers petits cours d'eau, qui constituent un réseau hydrographique de 22 km de longueur totale,.
La Charente entre Roumazières et Alloue forme la limite orientale de la commune.
Le sud de la commune, arrosé par la Sonnette et par plusieurs petits affluents de ce cours d'eau est la partie de la commune dans laquelle se trouvent la plupart des agglomérations. La Sonnette, sous-affluent de la Charente par le Son-Sonnette, prend sa source dans la commune au sud-est et passe au pied du bourg, où elle reçoit un petit affluent prenant sa source au nord.
Le ruisseau de la Combe est un petit affluent de la Sonnette qui limite la commune au sud.
L'Argent, autre sous-affluent de la Charente par l'Argentor et qui passe à Champagne-Mouton, arrose la limite nord-ouest de la commune.
La Charente reçoit aussi sur sa rive gauche le ruisseau des Mazes, court ruisseau intermittent près de la Font du Mas, et un autre plus au nord au pied de la Jarnaud.
On trouve aussi plusieurs fontaines, comme la fontaine du Chêne en limite nord, la fontaine Frétannière et la fontaine Barlière en aval du bourg, la fontaine du Verger en limite sud donnant naissance au ruisseau de la Combe. Il y a aussi de nombreuses petites retenues d'eau grâce au sol argileux.

#### Gestion des eaux
Le territoire communal est couvert par le schéma d'aménagement et de gestion des eaux (SAGE) « Charente ». Ce document de planification, dont le territoire correspond au bassin de la Charente, d'une superficie de 9 300 km2, a été approuvé le 19 novembre 2019. La structure porteuse de l'élaboration et de la mise en œuvre est l'établissement public territorial de bassin Charente. Il définit sur son territoire les objectifs généraux d’utilisation, de mise en valeur et de protection quantitative et qualitative des ressources en eau superficielle et souterraine, en respect des objectifs de qualité définis dans le troisième SDAGE  du Bassin Adour-Garonne qui couvre la période 2022-2027, approuvé le 10 mars 2022.

### Climat
Comme dans les trois quarts sud et ouest du département, le climat est océanique aquitain, légèrement dégradé car la commune se situe aux abords de la Charente limousine.

## Urbanisme

### Typologie
Au 1er janvier 2024, Saint-Laurent-de-Céris est catégorisée commune rurale à habitat dispersé, selon la nouvelle grille communale de densité à 7 niveaux définie par l'Insee en 2022.
Elle est située hors unité urbaine et hors attraction des villes,.

### Occupation des sols
L'occupation des sols de la commune, telle qu'elle ressort de la base de données européenne d’occupation biophysique des sols Corine Land Cover (CLC), est marquée par l'importance des territoires agricoles (75,1 % en 2018), en diminution par rapport à 1990 (78,1 %). La répartition détaillée en 2018 est la suivante : 
prairies (49,1 %), forêts (22,8 %), zones agricoles hétérogènes (19,4 %), terres arables (6,6 %), zones urbanisées (2,1 %). L'évolution de l’occupation des sols de la commune et de ses infrastructures peut être observée sur les différentes représentations cartographiques du territoire : la carte de Cassini (XVIIIe siècle), la carte d'état-major (1820-1866) et les cartes ou photos aériennes de l'IGN pour la période actuelle (1950 à aujourd'hui).

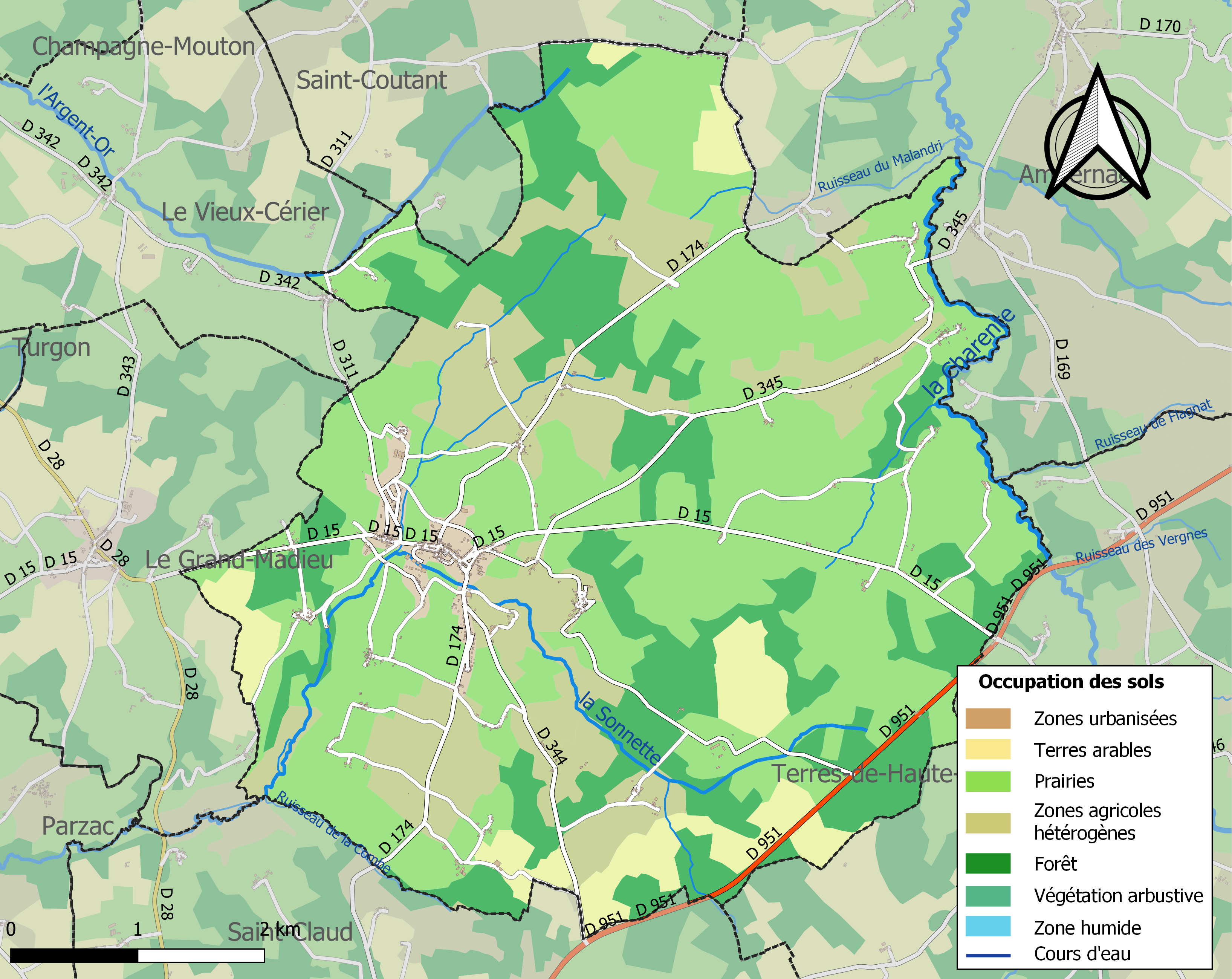
Carte des infrastructures et de l'occupation des sols de la commune en 2018 (CLC).

### Risques majeurs
Le territoire de la commune de Saint-Laurent-de-Céris est vulnérable à différents aléas naturels : météorologiques (tempête, orage, neige, grand froid, canicule ou sécheresse) et séisme (sismicité faible). Il est également exposé à deux risques technologiques,  le transport de matières dangereuses et la rupture d'un barrage. Un site publié par le BRGM permet d'évaluer simplement et rapidement les risques d'un bien localisé soit par son adresse soit par le numéro de sa parcelle.

#### Risques naturels

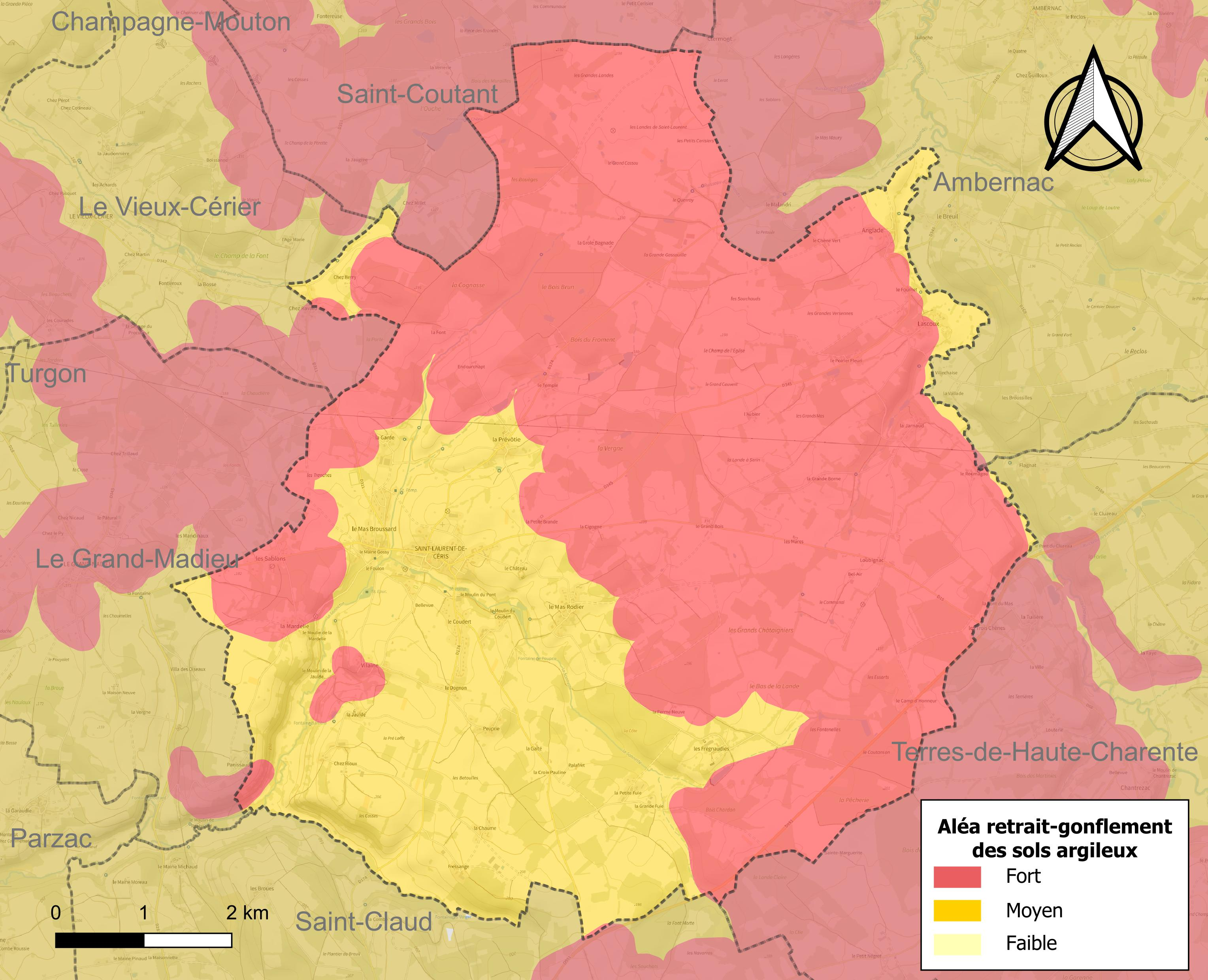
Carte des zones d'aléa retrait-gonflement des sols argileux de Saint-Laurent-de-Céris.

Le retrait-gonflement des sols argileux est susceptible d'engendrer des dommages importants aux bâtiments en cas d’alternance de périodes de sécheresse et de pluie. La totalité de la commune est en aléa moyen ou fort (67,4 % au niveau départemental et 48,5 % au niveau national). Sur les 490 bâtiments dénombrés sur la commune en 2019,  490 sont en aléa moyen ou fort, soit 100 %, à comparer aux 81 % au niveau départemental et 54 % au niveau national. Une cartographie de l'exposition du territoire national au retrait gonflement des sols argileux est disponible sur le site du BRGM,.
Par ailleurs, afin de mieux appréhender le risque d’affaissement de terrain, l'inventaire national des cavités souterraines permet de localiser celles situées sur la commune.
La commune a été reconnue en état de catastrophe naturelle au titre des dommages causés par les inondations et coulées de boue survenues en 1982, 1983, 1993 et 1999. Concernant les mouvements de terrains, la commune a été reconnue en état de catastrophe naturelle au titre des dommages causés par la sécheresse en 2005 et 2011 et par des mouvements de terrain en 1999.

#### Risques technologiques
Le risque de transport de matières dangereuses sur la commune est lié à sa traversée par une ou des infrastructures routières ou ferroviaires importantes ou la présence d'une canalisation de transport d'hydrocarbures. Un accident se produisant sur de telles infrastructures est susceptible d’avoir des effets graves sur les biens, les personnes ou l'environnement, selon la nature du matériau transporté. Des dispositions d’urbanisme peuvent être préconisées en conséquence.
La commune est en outre située en aval du barrage de Mas Chaban, un ouvrage de classe A. À ce titre elle est susceptible d’être touchée par l’onde de submersion consécutive à la rupture de cet ouvrage.

## Toponymie
Les formes anciennes sont Sanctus Laurentius de Cereso, Sanctus Laurencius de Serezo au XIVe siècle.
La paroisse de Saint-Laurent s'appelait aussi Saint-Laurent La Chaux avant le XIIIe siècle, par suite des nombreux fours à chaux construits sur son territoire.
Saint Laurent (Laurentius) était un martyr chrétien du IIIe siècle, mort à Rome. Le nom de Saint-Laurent-de-Céris lui a été donné au XIIIe siècle parce que l'épouse d'un seigneur de Saint-Laurent (Boson de Céris), aurait voulu que le nom de leur famille soit donné à la localité,.
En 1793, la commune a été créée Saint-Laurent, puis s'est appelée Saint-Laurent-de-Céris en 1801.

### Dialecte
La commune est dans la partie occitane de la Charente qui en occupe le tiers oriental, et le dialecte local est marchois (idiome d'influence mixte d'oc et d'oïl),. 
Elle se nomme Sent Laurenç en occitan.

## Histoire
La voie ancienne supposée romaine d'Angoulême à Argenton par Ambernac et Confolens traverserait la commune au Mas Broussard, près du bourg. Un autre chemin antique est-ouest, mais peut-être médiéval, a été reconnu aux Frégnaudies.
Près du bourg de Saint-Laurent, on peut voir les restes d'un ancien château qui a été autrefois le siège d'une seigneurie.
En 1280, Boson de Céris, chevalier, était seigneur de Menet (à Montbron) et de Saint-Laurent La Chaux. La légende veut que la comtesse de Céris, l'épouse du comte de Saint-Laurent, fit un vœu à la fontaine du Lait (alias du Coudert) : si elle était mère dans l'année, elle donnerait son nom à la commune et ferait édifier une chapelle, ce qui fut exaucé. En 1308, ou 1364 selon une autre source, leur fille Marguerite épousa Arnaud de La Faye, et lui apporta en dot la terre de Menet.
La seigneurie de Saint-Laurent appartenait en propre à la maison de La Rochefoucauld dès la fin du XIIIe siècle (1297). D'abord incorporée, au XVIe siècle, à la baronnie de La Rochefoucauld, elle entre plus tard dans la mouvance du château de Champagne-Mouton.
Dans les premières années du XVIIe siècle, le fief de Saint-Laurent-de-Céris était possédé par François Pastoureau, conseiller du roi au parlement de Paris, seigneur de Chassiecq, Vieux-Cérier, etc. Plus tard, vers l'année 1664, il passe entre les mains de la famille de Rocquart. Enfin, vers le milieu du XVIIIe siècle, le mariage de Marie-Françoise de Rocquart avec Joachim Regnauld, chevalier, fait passer la terre aux mains de la famille Regnauld, l'une des plus anciennes du pays.
Pendant la première moitié du XXe siècle, la commune était desservie par la ligne de Ruffec à Roumazières et la gare de Saint-Laurent - Grand-Madieu était sur son territoire, à 1,5 km du bourg.
Au début de ce même siècle, l'industrie était représentée par des fours à chaux et une importante filature de laine, les établissements Rensonnet et Cie, qui datent de la seconde moitié du XIXe siècle. L'usine de pantoufles Rondinaud a pris sa suite, mais elle a cessé son activité vers 1985.
Au début du XXe siècle, des foires se tenaient le 14 de chaque mois.

## Administration
| Période                                  | Période  | Identité          | Étiquette | Qualité              |
| ---------------------------------------- | -------- | ----------------- | --------- | -------------------- |
| Les données manquantes sont à compléter. |          |                   |           |                      |
| avant 1988                               | ?        | Pierre Vergnaud   |           |                      |
| 2001                                     | 2014     | Yves Gendry       | SE        | Retraité             |
| 2020                                     | En cours | Manuel Desvergnes |           | Exploitant forestier |

## Démographie

### Évolution démographique
L'évolution du nombre d'habitants est connue à travers les recensements de la population effectués dans la commune depuis 1793. Pour les communes de moins de 10 000 habitants, une enquête de recensement portant sur toute la population est réalisée tous les cinq ans, les populations de référence des années intermédiaires étant quant à elles estimées par interpolation ou extrapolation. Pour la commune, le premier recensement exhaustif entrant dans le cadre du nouveau dispositif a été réalisé en 2006.

En 2022, la commune comptait 726 habitants, en évolution de −6,32 % par rapport à 2016 (Charente : −0,48 %, France hors Mayotte : +2,11 %).
| 1793  | 1800 | 1806  | 1821  | 1831  | 1841  | 1846  | 1851  | 1856  |
| ----- | ---- | ----- | ----- | ----- | ----- | ----- | ----- | ----- |
| 1 059 | 942  | 1 018 | 1 055 | 1 183 | 1 299 | 1 350 | 1 425 | 1 380 |

| 1861  | 1866  | 1872  | 1876  | 1881  | 1886  | 1891  | 1896  | 1901  |
| ----- | ----- | ----- | ----- | ----- | ----- | ----- | ----- | ----- |
| 1 305 | 1 263 | 1 275 | 1 315 | 1 417 | 1 444 | 1 394 | 1 327 | 1 242 |

| 1906  | 1911  | 1921  | 1926  | 1931  | 1936  | 1946  | 1954  | 1962  |
| ----- | ----- | ----- | ----- | ----- | ----- | ----- | ----- | ----- |
| 1 311 | 1 217 | 1 114 | 1 119 | 1 157 | 1 104 | 1 071 | 1 110 | 1 040 |

| 1968  | 1975 | 1982 | 1990 | 1999 | 2006 | 2011 | 2016 | 2021 |
| ----- | ---- | ---- | ---- | ---- | ---- | ---- | ---- | ---- |
| 1 001 | 883  | 802  | 741  | 746  | 750  | 788  | 775  | 745  |

| 2022 | - | - | - | - | - | - | - | - |
| ---- | - | - | - | - | - | - | - | - |
| 726  | - | - | - | - | - | - | - | - |

### Pyramide des âges
La population de la commune est relativement âgée.
En 2018, le taux de personnes d'un âge inférieur à 30 ans s'élève à 27,6 %, soit en dessous de la moyenne départementale (30,2 %). À l'inverse, le taux de personnes d'âge supérieur à 60 ans est de 34,2 % la même année, alors qu'il est de 32,3 % au niveau départemental.
En 2018, la commune comptait 369 hommes pour 411 femmes, soit un taux de 52,69 % de femmes, légèrement supérieur au taux départemental (51,59 %).
Les pyramides des âges de la commune et du département s'établissent comme suit.
| Hommes | Classe d’âge | Femmes |
| ------ | ------------ | ------ |
| 0,8    | 90 ou +      | 1,5    |
| 8,7    | 75-89 ans    | 13,6   |
| 21,2   | 60-74 ans    | 22,4   |
| 23,7   | 45-59 ans    | 20,7   |
| 15,6   | 30-44 ans    | 16,2   |
| 10,7   | 15-29 ans    | 12,3   |
| 19,3   | 0-14 ans     | 13,3   |

| Hommes | Classe d’âge | Femmes |
| ------ | ------------ | ------ |
| 1      | 90 ou +      | 2,7    |
| 9,2    | 75-89 ans    | 12     |
| 20,6   | 60-74 ans    | 21,3   |
| 20,7   | 45-59 ans    | 20,3   |
| 16,8   | 30-44 ans    | 16     |
| 15,6   | 15-29 ans    | 13,4   |
| 16,1   | 0-14 ans     | 14,3   |

## Équipements, services et vie locale

### Enseignement
Saint-Laurent possède une école primaire publique comprenant quatre classes (une de maternelle et trois d'élémentaire). Le secteur du collège est Champagne-Mouton.

## Lieux et monuments

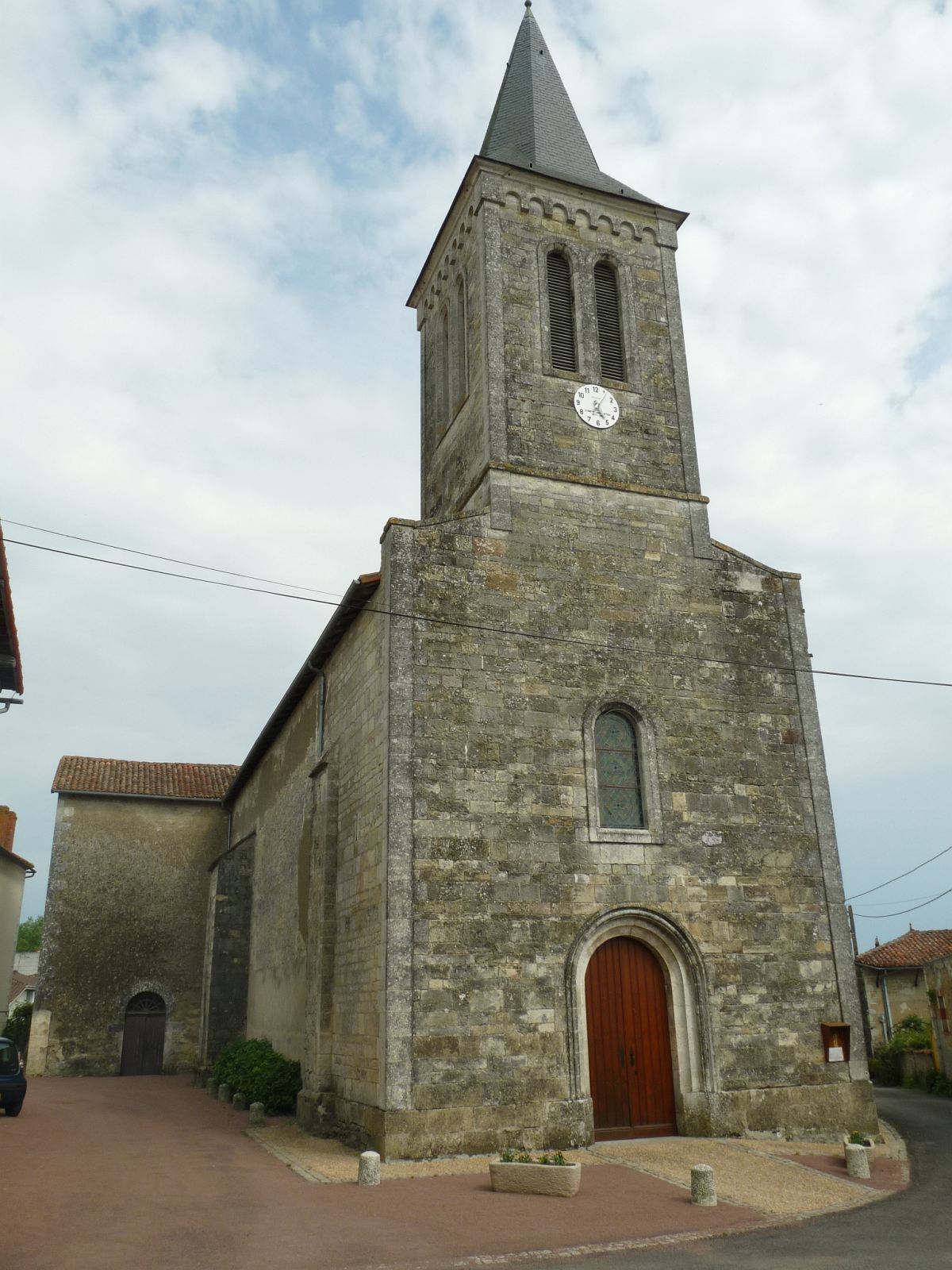
L'église Saint-Laurent.

- L'église Saint-Laurent, de la seconde moitié du XIIe siècle, a été presque entièrement rebâtie de 1861 à 1896[41].
- Monument du maquis de Lafond à la grange d'Andourchapt. Érigé en mémoire de 33 patriotes faits prisonniers le 22 mars 1944 et fusillés à la Butte de Biard près de Poitiers le 8 mai 1944[42].

## Personnalités liées à la commune
- Gardner McKay (1932-2001), acteur américain. Enfant, il a passé avec son frère ses vacances au village chez la famille Mathias demeurant au mas Broussard. Alors qu'il était la vedette de la série Aventures dans les îles, il y revient en 1963 pour leur rendre visite.

## Héraldique
| Blason de Saint-Laurent-de-Céris | Blason  | D'azur à la croix alaisée d'argent[réf. nécessaire]. |
| Blason de Saint-Laurent-de-Céris | Détails | Le statut officiel du blason reste à déterminer.     |